# Temperino (azienda)
La Temperino è stata una casa motociclistica e automobilistica italiana attiva a Torino dal 1907 al 1924 e fondata dai fratelli Maurizio, Secondo, Giacomo e Mary Temperino. L'azienda è generalmente ricordata per aver ideato e prodotto le prime automobili utilitarie.

## Storia
Appartenenti a una famiglia di emigranti rimpatriata dagli USA, causa la morte del padre minatore, i fratelli Temperino decisero di aprire a Torino, in corso Principe Oddone 44, l'Officina F.lli Temperino, per la riparazione di biciclette e motocicli e per la vulcanizzazione degli pneumatici.

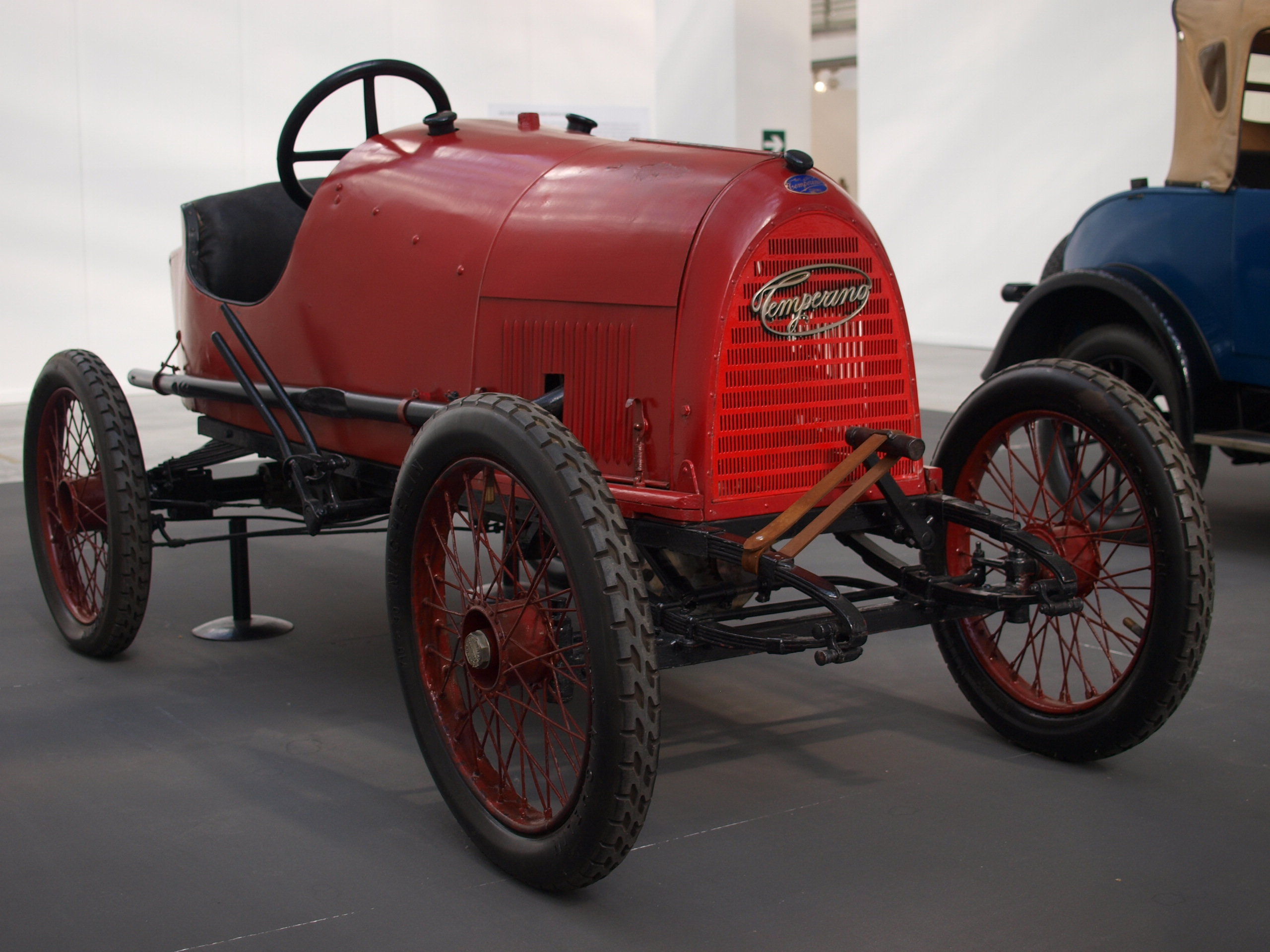
La Temperino 8/10 HP conservata al Museo dell'automobile di Torino

Già nel 1908, iniziarono la costruzione, forse su licenza, di una loro motocicletta che commercializzarono con il marchio Mead Flyer. Un successivo e diverso modello, sempre con lo stesso marchio, fu presentato alla Mostra speciale dell'Automobile, del Ciclo e dell'Aeronautica, nell'ambito dell'Esposizione internazionale di Torino del 1911.
Dopo aver costruito i primi prototipi di autovettura nel 1908 e 1909, la loro sperimentazione fu lungamente interrotta dalla Guerra Italo-Turca e poi dalla prima guerra mondiale, arrivando finalmente alla produzione in serie nel 1918, parte della quale terziarizzata verso altre industrie della zona fra cui, prevalentemente, le Officine Moncenisio di Condove.
Nell'ottobre dell'anno successivo venne ufficialmente costituita la Società Anonima Vetturette Temperino, i cui prodotti riscossero un immediato successo, per l'economia di acquisto e d'esercizio, oltre alla robustezza dimostrata nelle gare in salita.
La Temperino fu molto apprezzata anche fuori dai confini nazionali, particolarmente in Inghilterra, dove fu aperta una sede per l'assemblaggio e la vendita, al fine di evitare i dazi doganali e soddisfare gli ordinativi.
Il fallimento della Banca di Sconto nel 1921, principale finanziatrice dell'azienda, e la crisi economica del 1924 portò alla chiusura la fabbrica torinese, ma la Temperino motors Ltd. di Londra rimase attiva fino al 1940.

## Modelli

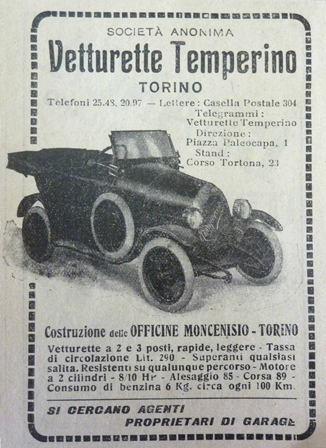

La Temperino 8/10 HP, nota anche come Tipo 8/10 HP, era il modello di punta della Temperino ed era prodotta in due versioni: normale e sport. Entrambe le versioni erano dotate di un motore anteriore a 2 cilindri (1010 cm³, 20 cv) con cambio a 3 marce +R e freni meccanici sulle ruote posteriori, era venduta con diverse carrozzerie, dalla tipo spider al camioncino a due posti, nella versione sport il motore era portato a 1021 cm³ 25 cv per 90 km/h.
Alcune Tipo 8/10 HP da corsa ottennero anche buoni risultati sportivi come nel 1920, quando sul circuito del Sestriere si piazzarono prima e seconda.
Va menzionato anche il modello GSM 7-12 HP, costruito dal 1922 per i mercati internazionali, che ebbe un ottimo successo in Inghilterra e fu venduto anche in Brasile.

## Pubblicità
Tra le immagini pubblicitarie usate dall'azienda, è presente una foto del 1922 che ritrae Attilio e Nino Farina, futuro Campione mondiale di Formula 1, gareggiare tra loro al volante di una 8/10 HP; i due ragazzi erano figli di Giovanni Farina, titolare degli omonimi Stabilimenti che realizzavano le carrozzerie per la Temperino.

## Note

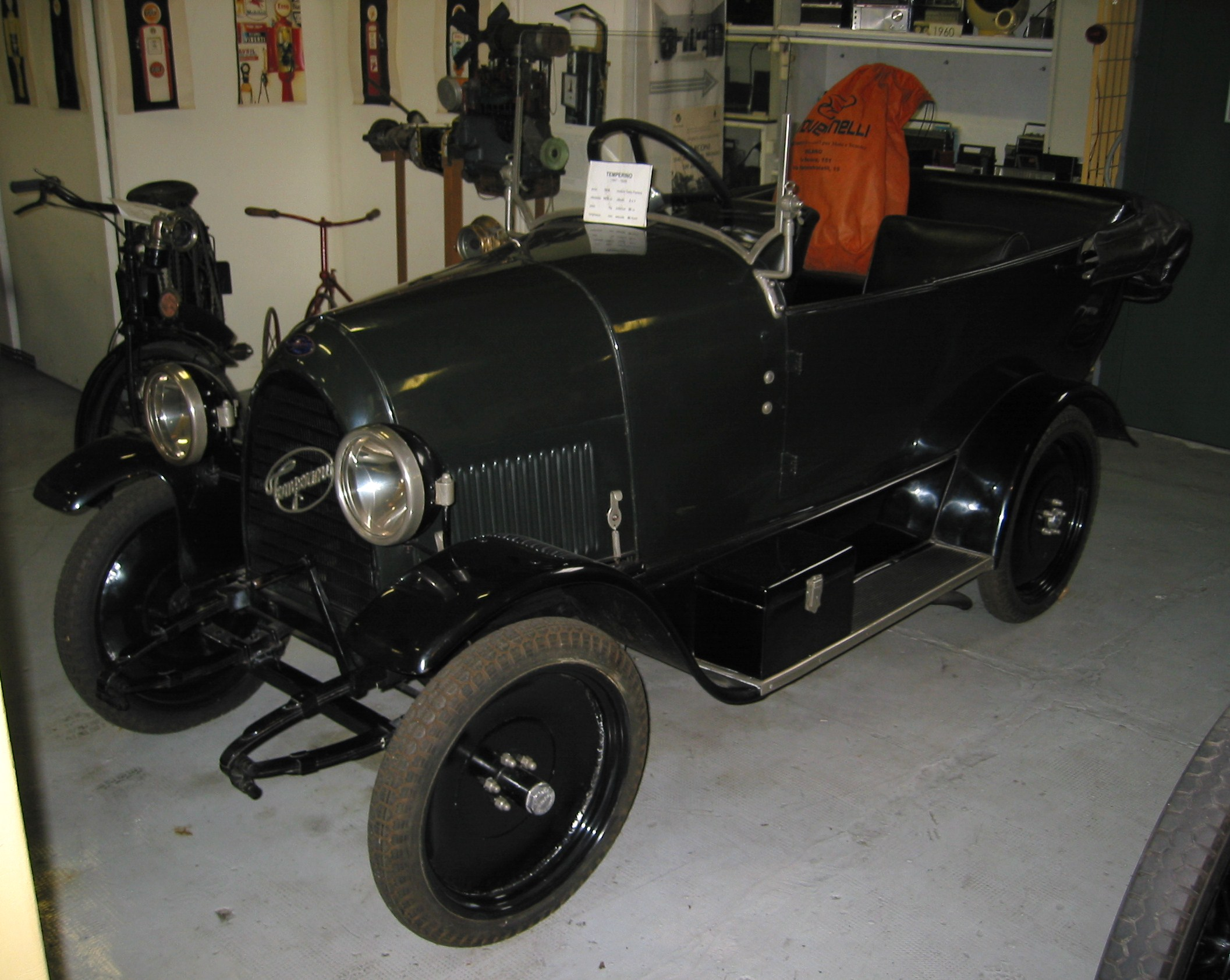
Temperino 8/10 HP Torpedo 3 posti del 1918